# Adolf Säve
Johan Adolf Säve, född 29 mars 1800 i Roma prästgård, Gotlands län, död 25 februari 1873 i Mariestad, Västra Götalands län, var en svensk teolog och  riksdagsman.

## Biografi
Säve var son till Per Säve, var halvbror till Pehr Arvid och Carl Fredrik Säve samt far till Teofron Säve. Han blev student vid Uppsala universitet 1815, filosofie magister 1821, teologie kandidat 1823 och teologie licentiat 1827. Efter att ha blivit docent i dogmatik och moralteologi redan 1823 förestod han 1824–31 under flera terminer dels kalsenianska professuren, dels professuren i dogmatik och moralteologi. På uppdrag av stiftarna av Hillska skolan på Barnängen företog han 1829–30 en resa till England för att vid Hazelwood School i Edgbaston studera den Hillska undervisningsmetoden. Samma resa tog honom även till Oxford, Cambridge och London där han studerade Englands högre undervisningsväsen. 
Efter att ha blivit extra ordinarie teologie adjunkt vid Uppsala universitet 1834, utnämndes han 1835 till kyrkoherde i Tuna pastorat i Medelpad. Han blev prost 1837, vice preses vid prästmötet i Härnösand 1838 och teologie doktor 1845 samt innehade 1847, 1851 och 1858 rum på biskopsförslag i Härnösands, Kalmar och Visby stift. År 1858 blev han kyrkoherde i Mariestad. Han var preses vid prästmötet i Skara 1865. 
Under riksdagarna 1840/41, 1844/45, 1847/48, 1850/51, 1853/54 och 1856/58 var han riksdagsfullmäktig för prästeståndet i Härnösands stift, under riksdagarna 1859/60, 1862/63 och 1865/66 för Skara stift, och 1868 var han som representant för Skaraborgs läns valkrets ledamot av första kammaren. År 1872 blev hans filosofie jubeldoktor. 
Säve intog både som riksdagsman och teolog en självständig och frisinnad ställning. Under de nio ståndsriksdagar han bevistade, varvid han hade sin plats i lagutskottet, utom under riksdagarna 1856, 1859 och 1862, då han satt i bevillningsutskottet, var han en av de mest bemärkta talarna inom prästeståndets liberala minoritet, och för representationsreformen verkade han genomgående med värme och kraft. En av hans många riksdagsmotioner var den om införandet av hundskatt.
Redan 1840, då han likväl ännu kvarstod på klassvalsståndpunktens grund, framlade han en motion om införandet av ett tvåkammarsystem, varvid han tänkte sig, att första kammaren skulle utses av provinsialständer. Men klassvalsståndpunkten frångick han i det följande, öppet framhållande sin övertygelse om "det oprästerliga i prästeståndets riksdagsverksamhet". Vid valen till 1865 års riksdag utfärdade han tillsammans med kyrkoherden Jakob Otterström en adress till prästerna i Skara stift till förmån för det då vilande representationsförslaget, och vid reformdebatterna i prästeståndet under de ryktbara decemberdagarna motsatte han sig ivrigt sina ståndsbröders beslut att uppskjuta avgörandet, tills adeln fattat beslut i ämnet. Som varm vän av nykterhetsrörelsen, insattes han 1853 i det särskilda utskottet för behandlingen av frågan om villkoren för brännvinsbränning och brännvinsförsäljning och verkade där för den nya sakernas ordning, som genomfördes.
Adolf Säve är begravd på Domkyrkogården i Mariestad.